# Сливково
Сливково — деревня в Рыбновском районе Рязанской области. Входит в Пионерское сельское поселение.

## География
Находится в западной части Рязанской области на расстоянии приблизительно 26 км на запад-юго-запад по прямой от железнодорожного вокзала в городе Рыбное.

## История
На карте 1850 года показана как поселение с 34 дворами. В 1859 году здесь (тогда деревня Михайловского уезда Рязанской губернии) был учтен 51 двор, в 1897 — 44.

## Население
Численность населения: 376 человек (1859 год), 369 (1897), 5 в 2002 году (русские 100 %), 0 в 2010.